# Agua de Venado
Agua de Venado är en ort i Mexiko.   Den ligger i kommunen San Joaquín och delstaten Querétaro Arteaga, i den centrala delen av landet, 170 km norr om huvudstaden Mexico City. Agua de Venado ligger 2 468 meter över havet och antalet invånare är 138.
Terrängen runt Agua de Venado är varierad. Runt Agua de Venado är det ganska glesbefolkat, med 38 invånare per kvadratkilometer. Närmaste större samhälle är Santa Ana, 2,5 km söder om Agua de Venado. I omgivningarna runt Agua de Venado växer i huvudsak blandskog.